# Centro de Detención Preventiva para Mujeres Santa Teresa
El Centro de Detención Preventiva para Mujeres Santa Teresa es un centro penitenciario para mujeres ubicado en la zona 18 de la Ciudad de Guatemala.  Originalmente ubicado en el antiguo convento de las Carmelitas Descalzas en el Centro Histórico de la Ciudad de Guatemala desde 1873, fue trasladado a la zona 18 y el antiguo convento cedido a la Cruz Roja Guatemalteca en 1987.

## Reseña histórica

### Convento carmelita
El convento fue construido en la Nueva Guatemala de la Asunción a finales del siglo xviii luego que los Terremotos de Santa Marta destruyeron la antigua capital Santiago de los Caballeros de Guatemala, y el capitán general Martín de Mayorga obligara a los residentes a trasladarse a una nueva ciudad. 
El 20 de marzo de 1826 fue elegida Priora del Convento de Carmelitas Descalzas la hermana María Teresa Aycinena y Piñol, miembro del poderoso Clan Aycinena, mientras que su hermano Mariano de Aycinena y Piñol fue designado como gobernador del Estado de Guatemala en 1827.  Pero tras los eventos de la guerra civil centroamericana, en 1829, Mariano de Aycinena fue derrocado por las tropas liberales del general hondureño Francisco Morazán, y tanto él, como el resto de los miembros del Clan Aycinena y de las órdenes regulares fueron expulsados del territorio centroamericano.
El convento fue expropiado a las Carmelitas y traspasado a particulares afines al gobierno liberal de Morazán y del Dr. Mariano Gálvez, pero luego de la victoria conservadora de 1840 de los ejércitos campesinos liderados por Rafael Carrera e indoctrinados por los curas seculares que no habían sido expulsados, las órdenes regulares regresaron a Guatemala y recuperaron sus antiguas propiedades.

### Cárcel de mujeres
Tras la muerte del general Carrera y de sus principales colaboradores del Clan Aycinena entre 1860 y 1865, el partido conservador quedó debilitado, y esto fue aprovechado por los liberales que, liderados por los generales Miguel García Granados y Justo Rufino Barrios se alzaron en armas y derrocaron al presidente, mariscal Vicente Cerna y Cerna el 30 de junio de 1871.
Luego de alcanzar el poder en 1873, Barrios ordenó la expulsión definitiva de las órdenes regulares y convirtió todas sus propiedades en la Ciudad de Guatemala en oficinas gubernamentales —mientras que las grandes extensiones de tierra que las mismas poseían en el área rural fueron repartidas entre los nuevos terratenientes liberales.  El convento carmelita fue convertido en la «Prisión de Mujeres de Santa Teresa» y quedó a cargo de la municipalidad de la Ciudad de Guatemala.  En 1881, fue transferido al Ministerio del Interior y se le encomendó a las Hermanas de la Caridad que la administraban, y quienes se encargaban de su mantenimiento mediante la caridad pública.
En 1962 la prisión pasó a manos de la Congregación Religiosa del Buen Pastor; pero este cambio provocó un motín de las reclusas que destruyeron parte de la vieja estructura.  La nueva administración retiró a la guarnición de la policía que se encontraba en el lugar, consiguió fondos para mejorar la infraestructura del centro carcelario e incorporó educación y capacitación.
Durante estos años la prisión recluía a las mujeres que cumplían una condena y a mujeres detenidas; y en 1978, al inaugurarse el Centro de Orientación Femenina -COF-, el antiguo convento de Santa Teresa quedó solamente como prisión preventiva de mujeres.

### Traslado a la zona 18
El 19 de diciembre de 1983, durante el gobierno del general Oscar Humberto Mejía Víctores, el antiguo convento dejó de funcionar como cárcel y pasó a manos de la Cruz Roja Guatemalteca; todas las detenidas fueron trasladas al Centro de Prisión preventiva que ya funcionaba en la zona 18.  Finalmente, en mayo de 1987 se inauguraron las instalaciones en las que funciona actualmente la Prisión de Mujeres Santa Teresa en la zona 18 de la Ciudad de Guatemala.

### Caso de La Línea
El 21 de agosto de 2015, la Comisión Internacional Contra la Impunidad en Guatemala y el Ministerio Público giraron una orden de captura contra la exvicepresidenta Roxana Baldetti —quien había renunciado en mayo de ese año— y una solicitud de antejuicio contra el presidente Otto Pérez Molina por los delitos de cohecho pasivo, asociación ilícita y caso especial de defraudación aduanera. En la conferencia de prensa que ambas entidades ofrecieron ese mismo día, informaron que evidencias obtenidas durante los operativos del 16 de abril de 2015 demostraron que Juan Carlos Monzón no era el líder de «La Línea», sino que lo habrían sido el presidente y la exvicepresidenta; es más, sugirieron que ambos habrían estado involucrados en la red desde antes de ser electos como gobernantes.
El 26 de agosto, el juez de alto impacto que llevaba el caso envió a la exvicepresidente Baldetti a prisión preventiva, indicando que los delitos que cometió no tienen medida sustitutiva y que esta solamente procede cuando hay menos de tres sindicados por un delito; en este caso, prosiguió el juez, ya van más de veintitrés implicados.  La exvicepresidente deberá guardar prisión preventiva en la cárcel de mujeres de Santa Teresa.